# Castilleja
Castilleja là một chi thực vật thuộc họ Orobanchaceae. Chi này có khoảng 200 loài cây thân thảo hàng năm và lâu năm có nguồn gốc từ phía tây của châu Mỹ từ Alaska về phía nam đến dãy Andes, bắc Á, và một loài ở xa về phía tây là bán đảo Kola ở tây bắc nước Nga. Những loài thực vật này được phân loại trong họ Orobanchaceae (sau sự sắp xếp lại chính của thứ tự Lamiales bắt đầu từ khoảng năm 2001; những nguồn không tuân theo những phân loại này có thể xếp chúng vào họ Scrophulariaceae). Chúng ký sinh trên rễ của các loại cỏ và thân cây. Tên chung tôn vinh nhà thực vật học người Tây Ban Nha Domingo Castillejo.

## Một số loài
- Castilleja affinis
- Castilleja alpicola
- Castilleja ambigua
- Castilleja angustata
- Castilleja angustifolia
- Castilleja annua
- Castilleja applegatei
- Castilleja aquariensis
- Castilleja arachnoidea
- Castilleja arctica
- Castilleja aspera
- Castilleja attenuata
- Castilleja aurea
- Castilleja auriculata
- Castilleja austromontana
- Castilleja beldingii
- Castilleja bella
- Castilleja brevistyla
- Castilleja bryantii
- Castilleja campestris
- Castilleja caudata
- Castilleja cerroana
- Castilleja cervina
- Castilleja chambersii
- Castilleja chlorosceptron
- Castilleja chlorotica
- Castilleja christii
- Castilleja chrymactis
- Castilleja chrysantha
- Castilleja cinerea
- Castilleja citrina
- Castilleja coccinea
- Castilleja conzattii
- Castilleja covilleana
- Castilleja crista-galli
- Castilleja cryptandra
- Castilleja cryptantha
- Castilleja ctenodonta
- Castilleja cusickii
- Castilleja dendridion
- Castilleja densiflora
- Castilleja dissitiflora
- Castilleja durangensis
- Castilleja ecuadorensis
- Castilleja elegans
- Castilleja elmeri
- Castilleja exigua
- Castilleja exserta
- Castilleja falcata
- Castilleja filiflora
- Castilleja fissifolia
- Castilleja flava
- Castilleja foliolosa
- Castilleja fraterna
- Castilleja fruticosa
- Castilleja galehintoniae
- Castilleja genevievana
- Castilleja glandulifera
- Castilleja gonzaleziae
- Castilleja gracilis
- Castilleja grisea
- Castilleja guadalupensis
- Castilleja haydenii
- Castilleja hidalgensis
- Castilleja hirsuta
- Castilleja hispida
- Castilleja holmgrenii
- Castilleja hyetophila
- Castilleja hyperborea
- Castilleja indivisa
- Castilleja integra
- Castilleja integrifolia
- Castilleja irasuensis
- Castilleja jiquilpana
- Castilleja kaibabensis
- Castilleja kerryana
- Castilleja kraliana
- Castilleja lacera
- Castilleja laciniata
- Castilleja lanata
- Castilleja lasiorhyncha
- Castilleja latifolia
- Castilleja lebgueana
- Castilleja lemmonii
- Castilleja lentii
- Castilleja levisecta
- Castilleja linariifolia
- Castilleja lindheimeri
- Castilleja lineariloba
- Castilleja lineata
- Castilleja linifolia
- Castilleja lithospermoides
- Castilleja longiflora
- Castilleja lutescens
- Castilleja macrostigma
- Castilleja mcvaughii
- Castilleja mendocinensis
- Castilleja meridensis
- Castilleja mexicana
- Castilleja miniata
- Castilleja minor
- Castilleja mollis
- Castilleja montigena
- Castilleja moranensis
- Castilleja nana
- Castilleja nervata
- Castilleja nitricola
- Castilleja nivea
- Castilleja nivibractea
- Castilleja nubigena
- Castilleja occidentalis
- Castilleja olgae
- Castilleja ophiocephala
- Castilleja oresbia
- Castilleja organorum
- Castilleja ornata
- Castilleja ortegae
- Castilleja pallescens
- Castilleja pallida
- Castilleja palmeri
- Castilleja papilionacea
- Castilleja parviflora
- Castilleja parvula
- Castilleja patriotica
- Castilleja peckiana
- Castilleja pectinata
- Castilleja pediaca
- Castilleja perelegans
- Castilleja peruviana
- Castilleja pilosa
- Castilleja plagiotoma
- Castilleja porphyrosceptron
- Castilleja porterae
- Castilleja praeterita
- Castilleja pringlei
- Castilleja profunda
- Castilleja pruinosa
- Castilleja pseudohyperborea
- Castilleja pseudopallescens
- Castilleja pterocaulon
- Castilleja puberula
- Castilleja pulchella
- Castilleja pumila
- Castilleja purpurea
- Castilleja quiexobrensis
- Castilleja quirosii
- Castilleja racemosa
- Castilleja raupii
- Castilleja revealii
- Castilleja rhexifolia
- Castilleja rhizomata
- Castilleja rigida
- Castilleja roei
- Castilleja rubicundula
- Castilleja rubida
- Castilleja rubra
- Castilleja rupicola
- Castilleja salsuginosa
- Castilleja saltensis
- Castilleja scabrida
- Castilleja schaffneri
- Castilleja schizotricha
- Castilleja schrenkii
- Castilleja scorzonerifolia
- Castilleja sessiliflora
- Castilleja sphaerostigma
- Castilleja spiranthoides
- Castilleja stenophylla
- Castilleja steyermarkii
- Castilleja stipifolia
- Castilleja subalpina
- Castilleja subinclusa
- Castilleja suksdorfii
- Castilleja sulphurea
- Castilleja talamancensis
- Castilleja tapeinoclada
- Castilleja tayloriorum
- Castilleja tenella
- Castilleja tenuiflora
- Castilleja tenuifolia
- Castilleja tenuis
- Castilleja thompsonii
- Castilleja toluccensis
- Castilleja tomentosa
- Castilleja trujillensis
- Castilleja unalaschcensis
- Castilleja vadosa
- Castilleja wallowensis
- Castilleja variocolorata
- Castilleja venusta
- Castilleja victoriae
- Castilleja virgata
- Castilleja virgayoides
- Castilleja viscidula
- Castilleja wootonii
- Castilleja xanthotricha
- Castilleja zempoaltepetlensis